# Enfant du Kep
Dans l'Égypte antique, enfant du kep est un titre honorifique donné aux princes et princesses, égyptiens ou étrangers, élevés à la cour royale. Le Kep, ou « Maison des enfants royaux », rattaché au harem de Pharaon, fut une institution de prestige dès le Moyen Empire.
« L'expression de fils du Kep suggère naturellement l'idée d'enfants, ou tout au moins de protégés, placés dans une  maison royale ou princière, les enfants de la maison, ou pages. »
— Emmanuel de Rougé
Au Nouvel Empire, ce titre sous-entend une origine d'une lignée d'officiels ou de prêtres, mais ne prédestine pas à un tel poste de haut rang social.

## Éducation des princes du sang
Tous les princes et princesses de sang royal sont élevés dans l'aile du palais appelée « Maison des enfants royaux ». Les gouverneurs chargés de leur éducation, recrutés parmi les plus grands dignitaires de la cour, portent le titre honorifique de « nourricier ». À côté de ces précepteurs, aidés par une cohorte de serviteurs, les nourrices royales jouent également un rôle important, au point que les pharaons n'hésitent pas à construire pour elles des tombeaux somptueux. Elles sont nommées « grande nourrice », « celle qui élève les dieux », ou encore « nourrice au doux sein ».

## Personnalités (hors familles royales) ayant porté ce titre
Certains enfants de hauts dignitaires de la cour ont le privilège d'être éduqués avec les princes héritiers. Seul Pharaon peut désigner celui qui accédera au Kep. Dès lors, ce fils « adoptif » partage la vie des princes du sang. Certains d'entre eux peuvent s'enorgueillir d'avoir été 
« élevé parmi les enfants royaux, à la cour du roi, dans son cabinet et son harem et d'être le préféré du roi parmi tous. »
| Enfant du Kep   | Fonction ou titre              | Pharaon régnant                             |
| --------------- | ------------------------------ | ------------------------------------------- |
| Ptahchepsès Ier | grand prêtre de Ptah à Memphis | Mykérinos                                   |
| Djéhoutyhotep   | nomarque de Haute-Égypte       | Amenemhat II, Sésostris II et Sésostris III |
| Sénènmout       | précepteur de Néférourê        | Hatchepsout                                 |
| Benia           | supérieur des travaux          | Hatchepsout, Thoutmôsis III ou Amenhotep II |
| Hekerneheh      | précepteur de Thoutmôsis IV    | Amenhotep II                                |
| Ouserhat        | scribe royal                   | Amenhotep II                                |